# Nephradenia asparagoides
Nephradenia asparagoides är en oleanderväxtart som först beskrevs av Joseph Decaisne, och fick sitt nu gällande namn av Fourn.. Nephradenia asparagoides ingår i släktet Nephradenia och familjen oleanderväxter. Inga underarter finns listade i Catalogue of Life.